# Saint-Bonnet-de-Chirac
Saint-Bonnet-de-Chirac ist eine französische Gemeinde mit 72 Einwohnern (Stand: 1. Januar 2022) im Département Lozère in der Region Okzitanien (vor 2016: Languedoc-Roussillon). Sie gehört zum Kanton Bourgs sur Colagne. Die Einwohner werden Bonnetiens genannt.

## Geografie
Saint-Bonnet-de-Chirac liegt im Gévaudan. Umgeben wird Saint-Bonnet-de-Chirac von den Nachbargemeinden Bourgs sur Colagne im Norden und Westen, Palhers im Osten und Nordosten sowie Les Salelles im Süden.

## Bevölkerungsentwicklung
| Jahr                       | 1962 | 1968 | 1975 | 1982 | 1990 | 1999 | 2006 | 2018 |
| -------------------------- | ---- | ---- | ---- | ---- | ---- | ---- | ---- | ---- |
| Einwohner                  | 87   | 76   | 63   | 60   | 58   | 57   | 55   | 66   |
| Quellen: Cassini und INSEE |      |      |      |      |      |      |      |      |

## Sehenswürdigkeiten
- Kirche Saint-Bonnet aus dem 19. Jahrhundert

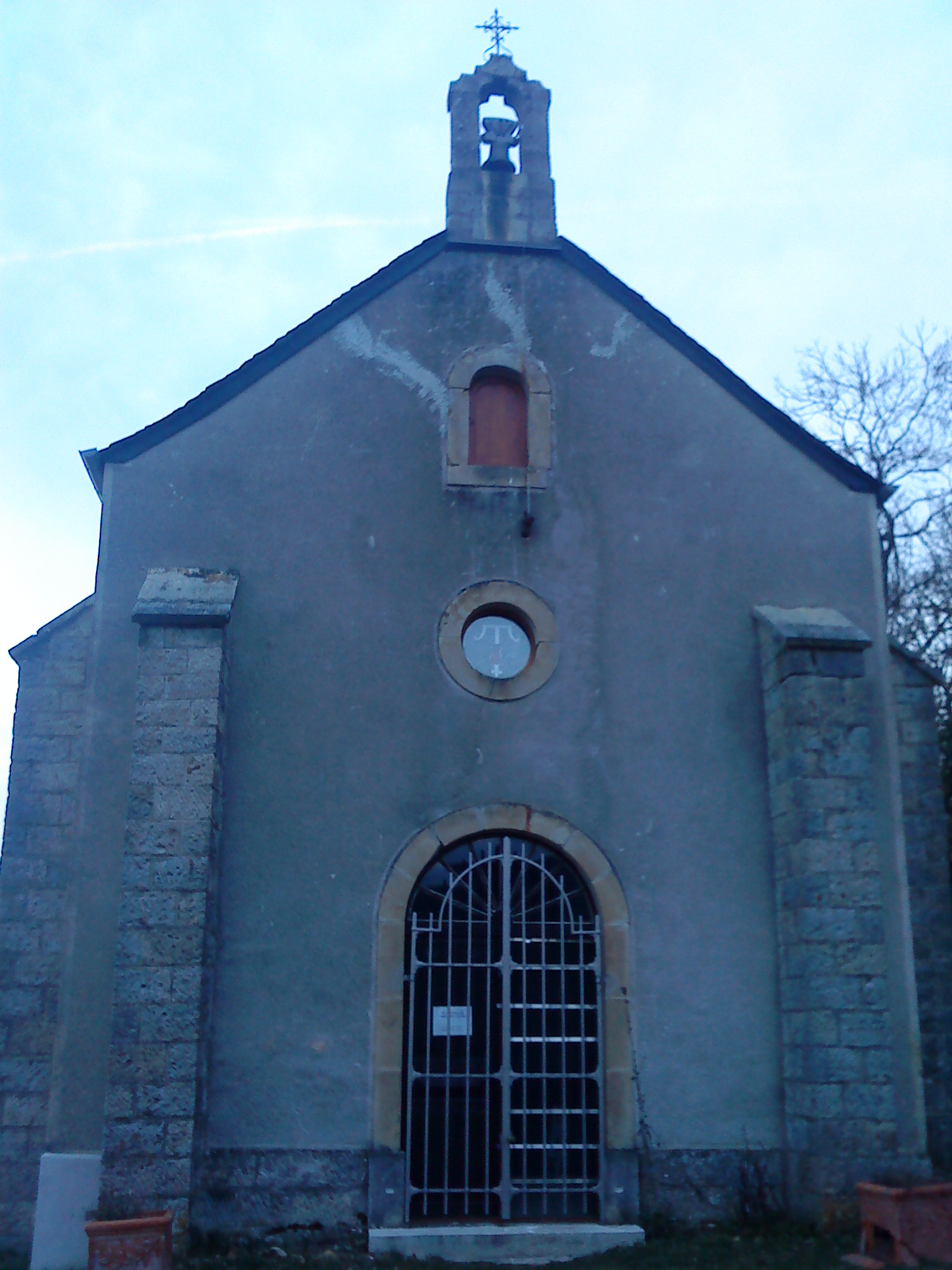
Kapelle Sainte-Thècle

- Kapelle Sainte-Thècle
- alte Kirche mit Pfarrhaus

## Persönlichkeiten
- Albert Nègre (1853–1931), Bischof von Tulle (1908–1913), Erzbischof von Tours (1913–1931)
- Paul Nègre (1852–1940), Weihbischof von Rodez und Viviers